# Neonuncia eastoni
Neonuncia eastoni är en spindeldjursart som beskrevs av Forster 1954. Neonuncia eastoni ingår i släktet Neonuncia och familjen Triaenonychidae. Inga underarter finns listade i Catalogue of Life.